# Lino Panizza Richero
Lino Panizza Richero (ur. 14 stycznia 1944 w Balestrino) – włoski duchowny rzymskokatolicki posługujący w Peru, od 1997 do 2022 biskup Carabayllo.
W latach 2008-2011 był sekretarzem generalnym Konferencji Episkopatu Peru.